# Porta Markt
Porta Markt ist ein Einkaufszentrum im Stadtteil Barkhausen der ostwestfälischen Stadt Porta Westfalica. Das aus mehreren getrennten Gebäuden bestehende Gewerbegebiet liegt nördlich des Wiehengebirges an der Grenze zu Minden an der ehemals durch den Stadtteil führenden Bundesstraße 61, die heute jedoch durch den Weserauentunnel geleitet wird. Im Einzugsbereich liegen auch die Städte Bad Oeynhausen mit dem Einkaufszentrum Werre-Park (ebenfalls an der B 61) und Bückeburg.

## Geschichte
1965 eröffnete das Einrichtungshaus Porta Möbel seinen neuen Stammsitz im Gewerbegebiet westlich der B 61. Hier wurden „auf der grünen Wiese“ 48,8 ha Flächen für Gewerbeansiedlungen ausgewiesen. Porta Möbel ist heute mit einer Gesamtverkaufsfläche von 25.000 m² einer der größten Möbelmärkte. In der unmittelbaren Nachbarschaft siedelten sich weitere Geschäfte an, ab 1993 kamen große, umsatzstarke Verkaufshäuser hinzu. Direkt gegenüber Porta Möbel entstand ein zusammenhängender Verkaufsbereich mit Media Markt (3.400 m² Verkaufsfläche), dem Spielwarenmarkt Smyths Toys  und einem Edeka-Center. Weitere Ansiedlungen sind ein Gartencenter und Baumarkt. Damit entstand das flächenmäßig größte Einkaufszentrum in Ostwestfalen.
2006 wurde westlich des Einkaufszentrums auf einer westlich vom Porta Markt gelegenen Fläche, im Mindener Stadtteil Häverstädt, das neue Klinikum des Kreises Minden-Lübbecke errichtet. Eröffnet wurde dieser Neubau im Jahr 2008. In diesem Zusammenhang fanden nach der Verlegung der B 61 in den Weserauentunnel noch einmal starke Veränderungen der Verkehrsanbindung statt. Sie betrafen neben dem Autoverkehr auch die Anbindung durch öffentliche Verkehrsmittel.

## Verkehrsanbindung
Das Einkaufszentrum Porta Markt ist mit dem Auto optimal über die Bundesstraße 65 erreichbar. Die aus Nordosten über die Weser herangeführte vierspurige Bundesstraße endet heute an der Anschlussstelle westlich des Porta-Marktes, eine Weiterführung von hier nach Lübbecke ist geplant. Die B 61 in nord-südlicher Richtung ist östlich des Einkaufszentrums an die B 65 angebunden. Wegen der guten Verkehrsanbindung aus allen Richtungen wird ein Einzugsbereich von bis zu 75 km Entfernung im angenäherten Umkreis angenommen. Ein hoher Kundenanteil kommt aus den niedersächsischen Landkreisen Nienburg, Diepholz, Schaumburg und Hameln-Pyrmont sowie aus den direkt angebundenen nordrhein-westfälischen Kreis Minden-Lübbecke und Kreis Herford.
Busverbindungen bestehen nach Minden, Bad Oeynhausen, Hausberge und Eisbergen.

## Konkurrenz
Durch die optimale Zentralität des auf der Grünen Wiese errichteten Einkaufszentrums haben die Geschäfte im Zentrum Hausberge von Porta Westfalica und vor allem in der Innenstadt von Minden eine sehr starke Konkurrenz erhalten. Viele Kunden gelten dort bereits als verloren oder drohen abzuwandern. Als Folge dieser Situation wird in Minden etwa seit dem Jahr 2000 über ein eigenes großes Einkaufszentrum in der Innenstadt diskutiert, das bisher nicht verwirklicht werden konnte. In den 1970er und bis in die 1990er Jahre konnten diese Funktion noch die Warenhäuser Hagemeyer, C&A und Karstadt (bzw. Hertie, seit 2009 geschlossen) erreichen. Bad Oeynhausen sah sich in den 1990er Jahren schließlich gezwungen, das lange verhinderte eigene Einkaufszentrum Werre-Park zu genehmigen, um die Kaufkraft der Kundschaft wieder nach Bad Oeynhausen zurückzugewinnen. Im Osten ist das nächstgrößere Einkaufszentrum erst im 65 km entfernten Hannover-Altwarmbüchen zu finden, im Süden gibt es einige kleinere Einkaufszentren in Hameln. Nächste Oberzentren sind Bielefeld und Osnabrück.
| Standorte                  | Verkaufsfläche                |
| -------------------------- | ----------------------------- |
| Porta Markt, Barkhausen    | 62.000 m²                     |
| Werre-Park, Bad Oeynhausen | rd. 29.200 m² Verkaufsfläche  |
| Loom, Bielefeld            | rd. 26.000 m² Verkaufsfläche  |
| Innenstadt, Minden         | rd. 62.400 m² Verkaufsfläche  |
| Innenstadt Herford         | rd. 34.900 m² Verkaufsfläche  |
| Innenstadt Vlotho          | rd. 4.900 m² Verkaufsfläche   |
| Innenstand Bückeburg       | rd. 12.600 m² Verkaufsfläche  |
| Innenstadt, Bielefeld      | rd. 154.000 m² Verkaufsfläche |

Quelle